# North High Shoals
North High Shoals es un pueblo ubicado en el condado de Oconee en el estado estadounidense de Georgia. En el censo de 2000, su población era de 439.

## Demografía
En el 2000 la renta per cápita promedia del hogar era de $60,208, y el ingreso promedio para una familia era de $63,333. El ingreso per cápita para la localidad era de $17,444. Los hombres tenían un ingreso per cápita de $41,250 contra $28,750 para las mujeres.

## Geografía
North High Shoals se encuentra ubicado en las coordenadas 33°50′3″N 83°30′4″O / 33.83417, -83.50111 (33.834159, -83.501055).
Según la Oficina del Censo, la localidad tiene un área total de 6,5 km² (2,5 mi²), de la cual 6,5 km² (2,5 mi²) es tierra y 0 km² (0 mi²) (0.00%) es agua.